# Первый буддийский собор
Первый буддийский собор состоялся в VI веке до н. э., известен также как Панчасатика (собрание 500 архатов). Согласно традиции Тхеравады, собор состоялся в 543—542 годах до н. э. через три месяца после Паринирваны Будды. Источники Махаяны указывают другие даты. В соответствии с писаниями традиции Тхеравады, собор был проведен в 499 / 498 г. до н. э.
Согласно комментариям, собор поддержал царь Аджаташатру(санскр. अजातशत्रु). Специально для собора царём был воздвигнут дворец в Раджгире и зал недалеко от пещеры Саттапани-гуха. Подробные сведения о соборе можно найти в сутте Панча сатика кхандхака, входящей в Кхандхаку, вторую книгу Винаи.
Случай, который побудил старшего Махакашьяпу созвать этот совет, был услышанное им пренебрежительное замечание по поводу строгого уклада жизни монахов. Это то, что якобы произошло. Монах Субхадда, который позднее был произведен в духовный сан, при жизни, узнав, что Будда умер, выразил свою обиду на необходимость соблюдения всех правил для монахов, изложенных Буддой. Многие монахи переживали по поводу кончины Будды, и были глубоко огорчены. Однако, старец Махакашьяпа слышал, что Субхадда сказал: «Довольно вашего  Почтения, не горюйте, не плачьте. Мы избавились от этого великого отшельника (Будда). Мы мучились, когда он сказал: «Это допустимо для вас, это недопустимо для вас», но теперь мы можем сделать то, что хотим, и мы не должны делать то, что нам не нравится».
Махакашьяпа был встревожен его замечанием, и опасался, что Дхарма и Виная могут быть изменены и исправлены, если другие монахи будут вести себя как Субхадда и интерпретировать суть Дхармы и Винайи как им заблагорассудится. Чтобы избежать этого, он решил, что Дхарма должна быть сохранена и защищена. С этой целью после согласия на утверждение Сангхи он призвал совет пятисот архатов. Ананда был одним из пятисот, так как он стал архатом ко времени созыва собора. 
На соборе председательствовал Махакашьяпа, туда прибыло 500 архатов — учеников Будды. Махакашьяпа выразил беспокойство по поводу сохранения учения. Ананда и Упали на память воспроизвели всё, чему учил Будда — нормы и правила монашеского общежития, «дисциплинарный устав» сангхи (Виная), проповеди и поучения Будды (Сутры). 
Под председательством старшего Махакашьяпы, пятьсот монахов архатов собрались на соборе во время сезона дождей. Первый вопрос, который поднял Махакашьяпа — оценка настоящего содержания Винаи преподобным Упали и особенности монашеских правил. Этот монах хорошо подходил для выполнения задачи, так как сам Будда учил его Винае. Старший Махакашьяпа спросил его о сути первого нападения параджика (первого раздела Патимоккха-сутты), с требованием разъяснить отдельные правила, писания, повторение заявлений, а также случаев наличия и отсутствия преступления. Упали дал знающие и адекватные ответы, и его замечания встретились с единодушным одобрением председательствующей сангхи. Таким образом, Виная была официально утверждена. 
Затем старший Махакашьяпа обратил своё внимание на Ананду, так как тот обладал авторитетными, экспертными знаниями во всех вопросах, связанных с Дхармой. К счастью, за день перед созывом собора, Ананда добился архатства и вошёл в состав собора. Таким образом, старший Махакашьяпа смог пристрастно его опросить о Дхарме с конкретной ссылкой на проповедь Будды. Этот опрос по Дхарме был нужен для того, чтобы выявить место, где все проповеди были прочитаны впервые, и лиц, к которым они были направлены. 
Ананда благодаря своей отличной памяти смог ответить точно, таким образом эта беседа встретилась единодушным одобрением сангхи. Первый собор также официально одобрил закрытие главы о несущественных и мелких правилах, а также разрешение на их соблюдение. Семь месяцев потребовалось монахам для того, чтобы прочитать всю Винаю и Дхарму, и монахи были наделены достаточно хорошей памятью, чтобы всё запомнить. Этот исторически первый собор стал известен как Панчасатика, так как в нем приняли участие пятьсот просвещённых архатов.
Некоторые ученые отрицают, что первый собор действительно имел место. Согласно «Энциклопедии буддизма» Макмиллан (2004), «… Его историчность ставят под сомнение практически все буддийские ученые. Они утверждают, что, хотя не исключено, что небольшая группа близких учеников Будды собралась после его смерти, сам факт проведения Собора в Великом стиле, описанном в священных писаниях, почти наверняка фикция».
В Синей Летописи указано, что сложилась иерархия учения (в смысле передачи Винаи): от Шакьмуни к Кашьяпе, от него к Ананде, от него к Шанавасике, от него к Упагупте, от него к Дхитике, от него к Кришне, от него к Сударшане.

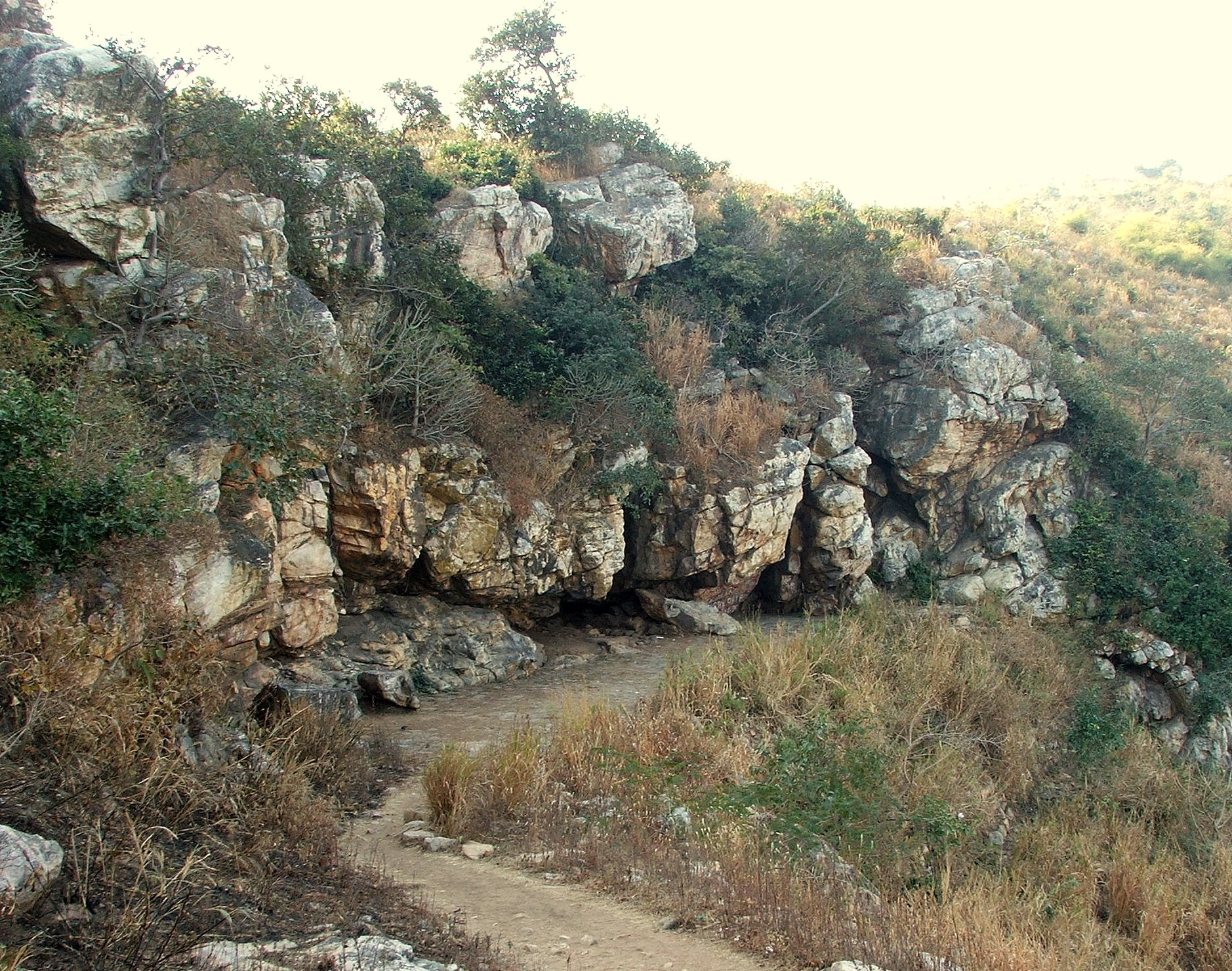
Пещера Саттапани